# (19927) 1980 FM4
1980 أف أم 4 (ويعرف أيضًا باسم (19927) 1980 أف أم 4 وفق تسمية الكوكب الصغير) (بالإنجليزية: 1980 FM4)‏ هو كويكب ضمن حزام الكويكبات؛ وترتيبه 19927 من حيث الاكتشاف.
اكتُشف هذا الجُرم الفلكي بواسطة Claes-Ingvar Lagerkvist ‏ في 16 مارس 1980.

## وصلات خارجية
- (19927) 1980 FM4 في قاعدة بيانات مختبر الدفع النفاث لأجرام النظام الشمسي الصغيرة

- الاكتشاف · مخطط المدار ·  العناصر المدارية · المعلمات المادية

- (19927) 1980 FM4 على موقع ويكي سكاي: DSS2, SDSS, GALEX, IRAS, Hydrogen α, X-Ray, Astrophoto, Sky Map, Articles and images